# Loxophantis pretoriella
Loxophantis pretoriella är en fjärilsart som beskrevs av Stanislas Bleszynski 1970. Loxophantis pretoriella ingår i släktet Loxophantis och familjen Crambidae. Inga underarter finns listade i Catalogue of Life.